# Sidi Mahrez-moskee
De Sidi Mahrez-moskee (Arabisch: جامع سيدي محرز) is een moskee in Tunis, Tunesië. Het is een officieel historisch monument en bevindt zich in de medina van de stad.
Doordat het werd gebouwd door Mohamed Bey El Mouradi, een lid van de Tunesische dynastie, wordt het ook wel de Mohamed Bey El Mouradi-moskee genoemd. Hij liet het echter in 1692 bouwen ter ere van de patroonheilige van Tunis, Sidi Mahrez (951-1022). In de hoek van de moskee bevindt zich dan ook zijn graf.
De architectuur is sterk beïnvloed door de Ottomaanse architectuur en vertoont overeenkomsten met de Sultan Ahmetmoskee in Istanboel, met een centrale koepel en koepels op de vier hoeken van het plein van de gebedsruimte.
De polychrome tegels werden geïmporteerd uit İznik. De muur die richting Mekka wijst en de grote pilaren die de centrale koepel ondersteunen, werden ermee bedekt.
Het interieur van de moskee werd in de jaren '60 gerenoveerd.

## Galerij

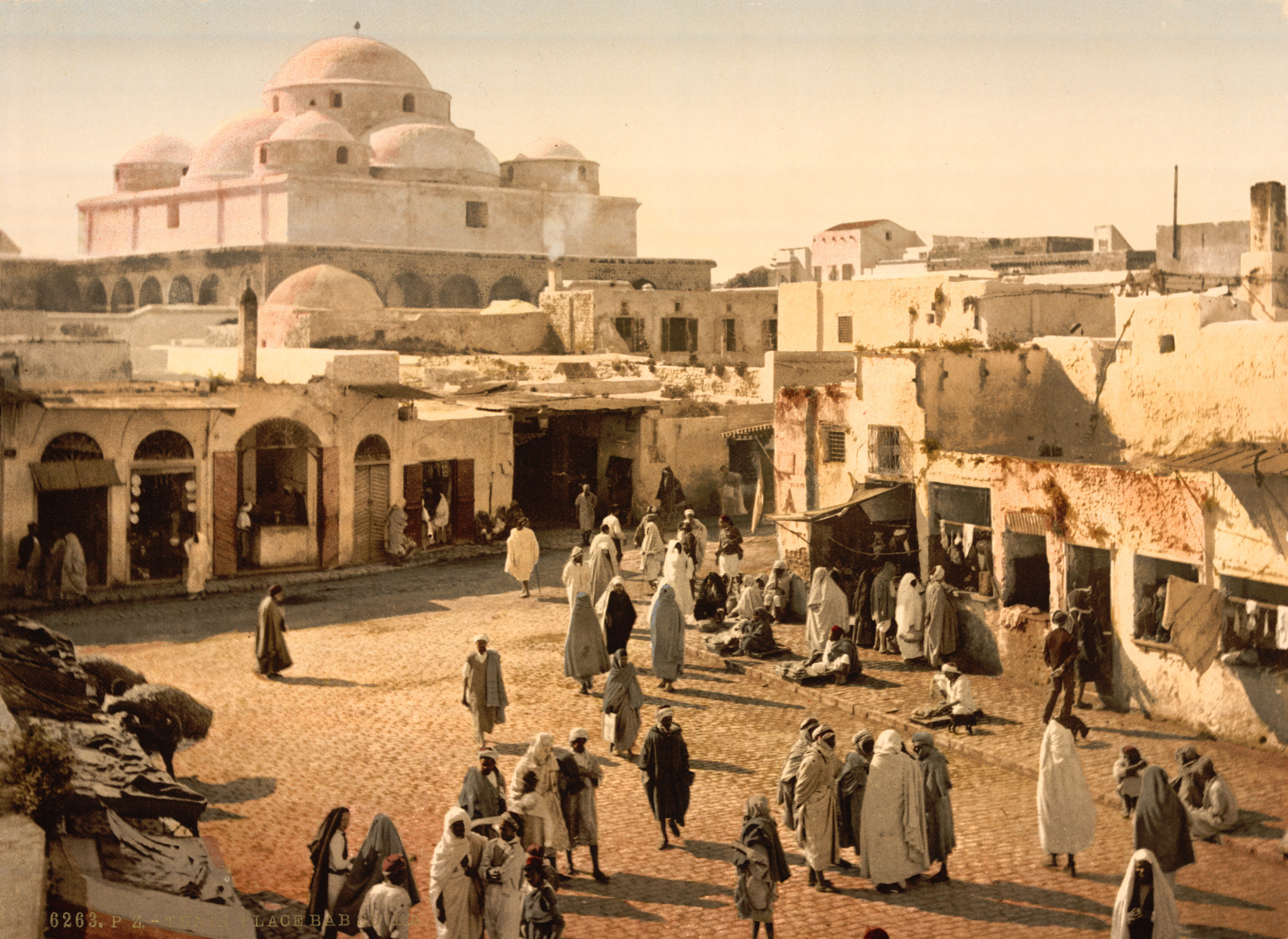
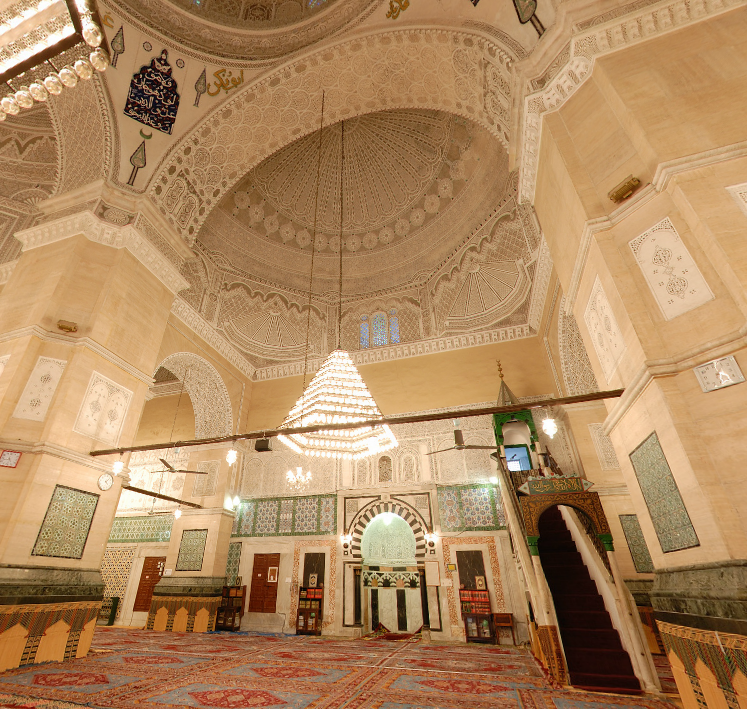
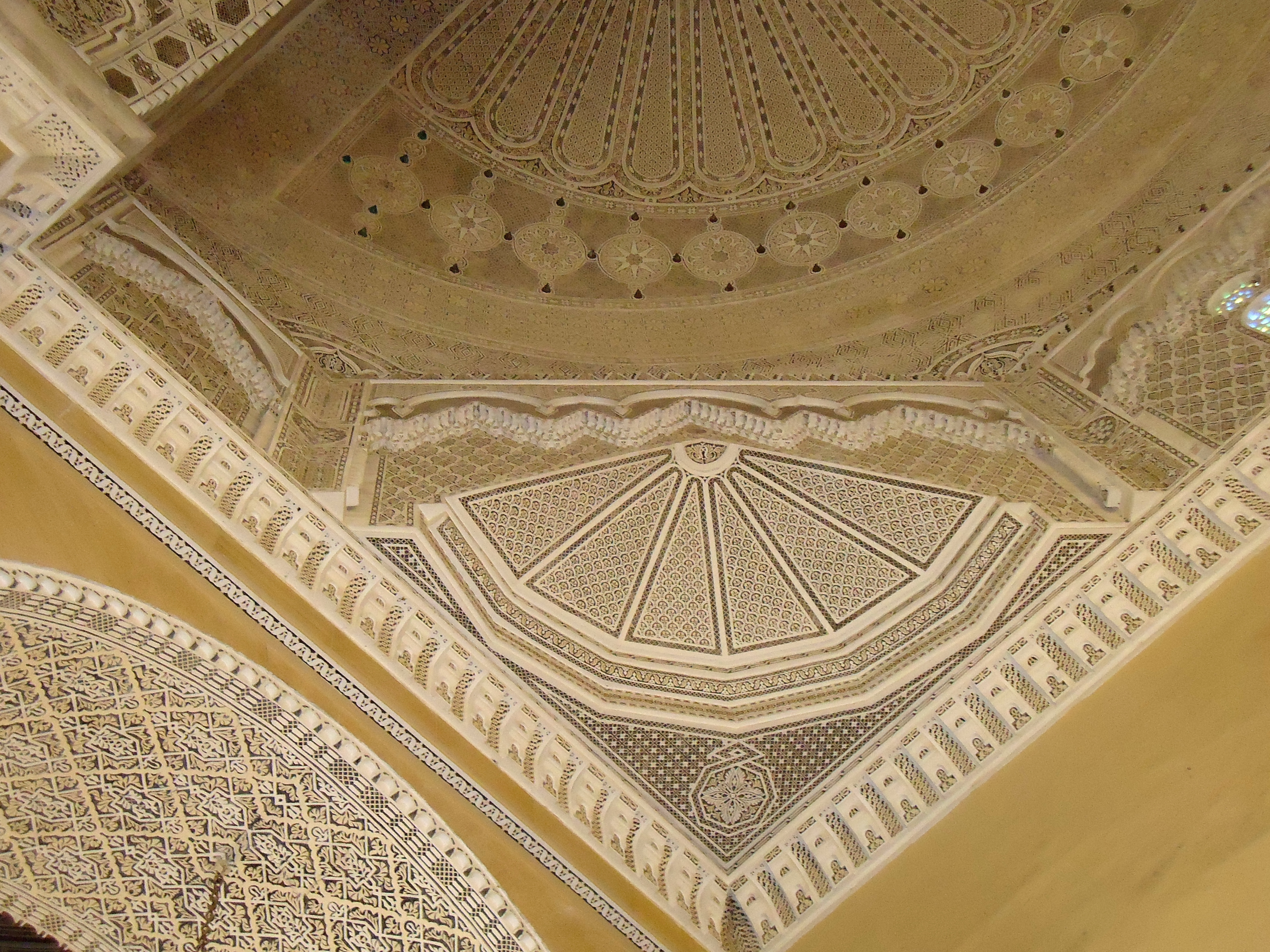